# Sharks
Die Sharks (dt. die Haie; früher Coastal Sharks genannt) sind eine Rugby-Union-Mannschaft in der südafrikanischen Stadt Durban. Sie spielt seit 2021 in der internationalen United Rugby Championship, zuvor war sie in der Super Rugby. Die Heimspiele werden im Kings-Park-Stadion ausgetragen.

## Geschichte
Der Verein ist seit der ersten Super-12-Saison Teil des wichtigsten Provinzturniers in der Südhemisphäre. In den ersten beiden Saisons spielte die Mannschaft jedoch als Provinzmannschaft Natal, da das Franchise Coastal Sharks erst 1995 gegründet wurde. Ihnen gelang in der zweiten Spielzeit gleich der Einzug in das Finale, wo sie den Auckland Blues mit 21:45 unterlegen waren. In der folgenden Saison kamen sie bis in das Halbfinale, in dem sie erneut gegen die Blues verloren. 1998 firmierte die Mannschaft nun unter dem Namen Coastal Sharks und kam wieder in das Halbfinale, diesmal unterlagen sie den Crusaders aus Neuseeland.
1999 und 2000 konnten sie nicht an die Erfolg der ersten Spielzeiten anknüpfen, 2000 wurden sie gar letzter der Meisterschaft. 2001 schafften sie jedoch wieder den Einzug in das Finale, verloren dort aber gegen die Brumbies. In den nächsten Jahren gelang es den Sharks nicht, sich für die vorderen Plätze zu qualifizieren.
In der ersten Saison des auf 14 Mannschaften erweiterten Wettbewerbs kamen die Sharks auf den fünften Platz und verpassten nur aufgrund der Punktedifferenz den Einzug in das Halbfinale. Im folgenden Jahr 2006 schafften sie jedoch den Sprung auf den ersten Platz in der Tabelle und waren somit Gastgeber des Halbfinals und später auch des Finals, das sie jedoch in letzter Sekunde gegen die Bulls verloren. Eine weitere Finalniederlage gab es 2012 gegen die Chiefs.

## Spieler

### Aktueller Kader
Der Kader für die Saison 2019:
| Pfeiler - Thomas du Toit - Mzamo Majola - Khutha Mchunu - John-Hubert Meyer - Tendai Mtawarira - Coenie Oosthuizen - Juan Schoeman Hakler - Fezo Mbatha - Chiliboy Ralepelle - Akker van der Merwe - Kerron van Vuuren Zweite-Reihe-Stürmer - Hyron Andrews - Ruan Botha - Andrew Evans - Gideon Koegelenberg - JJ van der Mescht - Ruben van Heerden | Dritte-Reihe-Stürmer - Phepsi Buthelezi - Kwanda Dimaza - Dan du Preez - Jean-Luc du Preez - Tera Mtembu - Tyler Paul - Dylan Richardson - Luke Stringer - Philip van der Walt - Jacques Vermeulen - Wian Vosloo Gedrängehalb - Sanele Nohamba - Louis Schreuder - Grant Williams - Cameron Wright Verbinder - Curwin Bosch - Robert du Preez | Innendreiviertel - Lukhanyo Am - André Esterhuizen - Marius Louw - Jeremy Ward Außendreiviertel - Muller du Plessis - Aphelele Fassi - Makazole Mapimpi - Lwazi Mvovo - S'busiso Nkosi - Kobus van Wyk - Leolin Zas Schlussmänner - Rhyno Smith - Courtney Winnaar |

### Bekannte ehemalige Spieler
- Johan Ackermann
- Willem Alberts
- Brad Barritt (England)
- BJ Botha
- Tony Brown (Neuseeland)
- Marcell Coetzee
- Bismarck du Plessis
- Jannie du Plessis
- Pieter-Steph du Toit
- Andy Goode (England)
- Adrian Jacobs
- Butch James
- André Joubert
- Marius Joubert
- Ryan Kankowski
- Rory Kockott (Frankreich)
- Patrick Lambie
- Ollie le Roux
- Frédéric Michalak (Frankreich)
- Percy Montgomery
- Johann Muller
- Ruan Pienaar
- JP Pietersen
- John Smit
- François Steyn
- Epi Taione (Tonga)
- Gary Teichmann
- Stefan Terblanche
- Gregor Townsend (Schottland)
- Jaco van der Westhuyzen
- AJ Venter

## Platzierungen

### Super 12
| Jahr | Spiele | Siege | Unent. | Ndlg. | Spiel- punkte | Diff. | Bonus- punkte | Tabellen- punkte | Platz | Playoffs                            |
| ---- | ------ | ----- | ------ | ----- | ------------- | ----- | ------------- | ---------------- | ----- | ----------------------------------- |
| 1996 | 11     | 6     | 0      | 5     | 389:277       | +112  | 9             | 33               | 4.    | Finalniederlage gegen Blues         |
| 1997 | 11     | 5     | 2      | 4     | 321:350       | −29   | 6             | 30               | 4.    | Halbfinalniederlage gegen Blues     |
| 1998 | 11     | 7     | 0      | 4     | 329:263       | +66   | 8             | 36               | 3.    | Halbfinalniederlage gegen Crusaders |
| 1999 | 11     | 5     | 1      | 5     | 241:232       | +9    | 3             | 25               | 7.    |                                     |
| 2000 | 11     | 1     | 1      | 9     | 235:341       | −106  | 3             | 9                | 12.   |                                     |
| 2001 | 11     | 8     | 0      | 3     | 322:246       | +76   | 6             | 38               | 2.    | Finalniederlage gegen Brumbies      |
| 2002 | 11     | 4     | 0      | 7     | 221:309       | −88   | 4             | 20               | 10.   |                                     |
| 2003 | 11     | 3     | 0      | 8     | 241:306       | −65   | 5             | 17               | 11.   |                                     |
| 2004 | 11     | 5     | 0      | 6     | 267:305       | −38   | 8             | 28               | 7.    |                                     |
| 2005 | 11     | 1     | 1      | 9     | 205:384       | −179  | 5             | 11               | 12.   |                                     |

### Super 14
| Jahr | Spiele | Siege | Unent. | Ndlg. | Spiel- punkte | Diff. | Bonus- punkte | Tabellen- punkte | Platz | Playoffs                           |
| ---- | ------ | ----- | ------ | ----- | ------------- | ----- | ------------- | ---------------- | ----- | ---------------------------------- |
| 2006 | 13     | 7     | 0      | 6     | 361:297       | +64   | 10            | 38               | 5.    |                                    |
| 2007 | 13     | 10    | 0      | 3     | 355:214       | +141  | 5             | 45               | 1.    | Finalniederlage gegen Bulls        |
| 2008 | 13     | 9     | 1      | 3     | 271:209       | +62   | 4             | 42               | 3.    | Halbfinalniederlage gegen Waratahs |
| 2009 | 13     | 8     | 0      | 5     | 282:239       | +43   | 6             | 38               | 6.    |                                    |
| 2010 | 13     | 7     | 0      | 6     | 297:297       | 0     | 5             | 33               | 9.    |                                    |

### Super Rugby
| Jahr | Spiele | Siege | Unent. | Ndlg. | Spiel- punkte | Diff. | Bonus- punkte | Tabellen- punkte | Platz | Playoffs                                    |
| ---- | ------ | ----- | ------ | ----- | ------------- | ----- | ------------- | ---------------- | ----- | ------------------------------------------- |
| 2011 | 16     | 10    | 1      | 5     | 407:339       | +68   | 7             | 57               | 6.    | Viertelfinalniederlage gegen Crusaders      |
| 2012 | 16     | 10    | 0      | 6     | 436:348       | +88   | 11            | 59               | 6.    | Finalniederlage gegen Chiefs                |
| 2013 | 16     | 8     | 0      | 8     | 384:305       | +79   | 8             | 48               | 8.    |                                             |
| 2014 | 16     | 11    | 0      | 5     | 406:293       | +113  | 2             | 50               | 3.    | Halbfinalniederlage gegen Waratahs          |
| 2015 | 16     | 7     | 0      | 9     | 338:401       | −63   | 3             | 34               | 11.   |                                             |
| 2016 | 15     | 9     | 1      | 5     | 360:269       | +91   | 5             | 43               | 8.    | Viertelfinalniederlage gegen die Hurricanes |
| 2017 | 15     | 10    | 0      | 5     | 392:323       | +69   | 4             | 42               | 8.    | Viertelfinalniederlage gegen die Lions      |
| 2018 | 16     | 7     | 1      | 8     | 437:442       | −5    | 6             | 36               | 8.    | Viertelfinalniederlage gegen die Crusaders  |
| 2019 | 16     | 7     | 1      | 8     | 343:335       | +8    | 7             | 37               | 6.    | Viertelfinalniederlage gegen die Brumbies   |